# María Chinchilla Recinos
María Chinchilla Recinos, comumente conhecida como María Chinchilla, (2 de setembro de 1909 - 25 de junho de 1944) foi uma professora guatemalteca que foi assassinada pela cavalaria do general Jorge Ubico enquanto participava de uma manifestação antigovernamental pacífica. Ela é honrada como heroína nacional.

## Biografia
Nascida em Asunción Mita, no departamento de Jutiapa, Chinchilla formou-se professora primária em Jalapa em 1927, sendo a melhor aluna de sua classe. Depois de lecionar em Asunción Mita, mudou-se para a Cidade da Guatemala em 1932, onde lecionou em várias instituições.
Em 1944, os professores da escola apresentaram um pedido de aumento salarial ao ditador do país, general Ubico, enquanto os alunos da Universidade San Carlos reivindicavam a independência da universidade. O descontentamento aumentou a tal ponto que em 25 de junho de 1944, cerca de 300 professores vestidos de luto iniciaram uma manifestação pacífica na Igreja de São Francisco (a cinco quarteirões do Palácio Nacional) pedindo liberdade, democracia e a renúncia do ditador. Chinchilla, uma das organizadoras da manifestação, estava entre os mortos quando o governo enviou tropas e cavalaria para acabar com o protesto. Ela foi enterrada no cemitério principal da cidade, onde seu túmulo é conhecido como Panteón del Maestro (Panteão do Professor). Chincilla é hoje considerada uma mártir e heroína nacional, tendo provocado a resignação de Ubico cinco dias após a manifestação.
Em 6 de junho de 1944, a associação de professores da Guatemala, Asociación Nacional de Maestros, decidiu que 25 de junho seria comemorado anualmente como o Dia del Maestro (o Dia do Professor) em memória de María Chinchilla Recinos.